# MMLU
A mesterséges intelligencia területén a Massive Multitask Language Understanding (MMLU) mérce a nagy nyelvi modellek képességeinek értékelésére. Átfogó teszt, amely nagyjából 16 000 feleletválasztós kérdést tartalmaz, és 57 különböző tudományterületet ölel fel, beleértve a matematikát, a filozófiát, a jogot és az orvostudományt. Ez az egyik leggyakrabban használt benchmark a nagy nyelvi modellek tudásának összehasonlítására.

## Mércék (benchmark)
Az MMLU-t Dan Hendrycks és kutatócsoportja fejlesztette ki, és 2020-ban tették közzé, hogy egy kihívást jelentő mércét biztosítsanak a nyelvi modellek számára. A korábbi benchmarkok, mint például a GLUE (General Language Understanding Evaluation), már nem jelentettek igazi nehézséget, mivel az újabb modellek könnyedén túlszárnyalták az emberi teljesítményt. Az MMLU megjelenésekor a legtöbb akkori nyelvi modell a véletlenszerű találgatás szintjén (25%) teljesített, a legjobb GPT-3 modell pedig 43,9%-os pontosságot ért el. A benchmark készítői szerint a szakterületükön jártas szakértők körülbelül 89,8%-os pontosságot érnek el az MMLU-n. 2024-re a legfejlettebb modellek – mint például az o1, a Gemini és a Claude 3 – már megközelítették vagy elérték a 90%-os pontosságot, ezzel az emberi szakértői szinthez közelítő teljesítményt mutatva.
Az MMLU felépítése egyedülállóan összetett: a kérdések száma és a témakörök sokfélesége miatt jelentősen nehezebb, mint a korábbi mércék. Egy szakértői elemzés, amely az 57 témakörből 5700 kérdést vizsgált, megállapította, hogy a kérdések 6,5%-ában valamilyen hiba található (pl. kétértelmű megfogalmazás vagy hibás válaszlehetőségek). Ez arra utal, hogy az MMLU maximálisan elérhető pontszáma nem éri el a 100%-ot, ami további kihívást jelent a modellek számára.

## Példák
Az alábbiakban két konkrét példa kerül bemutatásra az MMLU kérdéseiből. A helyes válaszok vastag betűvel vannak kiemelve:

### Absztrakt algebra
Kérdés: Találja meg az összes {\displaystyle c} elemet a {\displaystyle \mathbb {Z} _{3}} halmazban, amelyre {\displaystyle \mathbb {Z} _{3}[x]/(x^{2}+c)} egy testet alkot.
- {\displaystyle (A)\ 0}
- {\displaystyle (B)\ 1} (helyes)
- {\displaystyle (C)\ 2}
- {\displaystyle (D)\ 3}

### Nemzetközi jog
Kérdés: Elfogadható lenne-e a kínzás definíciójára vonatkozó fenntartás az ICCPR-ben a mai gyakorlat szerint?
- {\displaystyle (A)} Ez egy elfogadható fenntartás, ha a fenntartást tevő ország jogszabályai eltérő meghatározást alkalmaznak
- {\displaystyle (B)} Ez egy elfogadhatatlan fenntartás, mert ellentétes az ICCPR céljával és rendeltetésével (helyes)
- {\displaystyle (C)} Ez egy elfogadhatatlan fenntartás, mert az ICCPR kínzásra vonatkozó meghatározása összhangban van a szokásjoggal
- {\displaystyle (D)} Ez egy elfogadható fenntartás, mert az általános nemzetközi jog szerint az államoknak joguk van fenntartásokat fűzni a szerződésekhez

## Használata és jelentősége
Az MMLU-t széles körben alkalmazzák a mesterséges intelligencia kutatásában, hogy teszteljék a nyelvi modellek általános tudását és problémamegoldó képességét. A benchmark nehézségi szintje és átfogó jellege miatt különösen alkalmas arra, hogy megkülönböztesse a legfejlettebb modelleket a kevésbé fejlett társaiktól. Az évek során a modellek teljesítménye jelentős fejlődést mutatott: míg 2020-ban a GPT-3 43,9%-os eredménye volt a csúcs, addig 2024-re a legújabb modellek már az emberi szakértők szintjét közelítik meg.
| Szervezet  | LLM               | MMLU  |
| ---------- | ----------------- | ----- |
| OpenAI     | o1                | 91.8% |
| DeepSeek   | DeepSeek R1       | 90.8% |
| Anthropic  | Claude 3.5 Sonnet | 88.7% |
| Meta       | Llama-3.1 405B    | 88.6% |
| xAI        | Grok-2            | 87.5% |
| Anthropic  | Claude 3 Opus     | 86.8% |
| Meta       | Llama-3.1 70B     | 86.0% |
| Google     | Gemini-1.5 Pro    | 85.9% |
| Inflection | Inflection-2.5    | 85.5% |
| Mistral    | Mistral Large 2   | 84.0% |
| Reka       | Reka Core         | 83.2% |
| AI21       | Jamba-1.5 Large   | 81.2% |

## Fordítás
Ez a szócikk részben vagy egészben  a   MMLU című angol Wikipédia-szócikk fordításán alapul.  Az eredeti cikk szerkesztőit annak laptörténete sorolja fel. Ez a jelzés csupán a megfogalmazás eredetét és a szerzői jogokat jelzi, nem szolgál a cikkben szereplő információk forrásmegjelöléseként.